# Cine Regina
El Cine Regina fue una sala de cine ubicada en el núcleo de la ciudad de Concepción, Chile, en la calle Barros Arana, muy cerca de la Plaza de la Independencia. Fue inaugurada el 2 de diciembre de 1960, funcionó activamente hasta la década de los 90, y esporádicamente hasta el año 2003, fecha en que terminó sus últimos días funcionando como centro de eventos religiosos. Su nombre se debe a su familia fundadora, los Regina de Akel, quienes también fueron dueños del Cine Explanade (posteriormente llamado Cine Astor) y el Cine Windsor. Su último gerente fue el médico Carlos Akel Ananías.

## Características
Constaba de 450 butacas, y su techo estaba hecho de alerce, una especie que actualmente se encuentra en peligro de extinción, pero que entonces era utilizada en construcciones costosas, dado que se trata de una madera de gran valor, tanto monetario como de calidad.

## Historia
Desde sus inicios y hasta principios de la década de los 90, el Cine Regina presentó sólo estrenos, y se constituía como uno de los principales atractivos dominicales de la ciudad. Más tarde, estuvo administrado por Cines Sur y Cinematográfica Biobío.
Con la construcción del Mall Plaza del Trébol en 1995, junto con sus numerosas salas de cine, pertenecientes a la multinacional Cinemark, el Cine Regina, al igual que otros cines clásicos de la ciudad, tales como el Cine Romano, debieron cambiar su rubro o cerrar. A partir del año 2000, el Cine Regina intentó cambiar su rubro hacia el de películas de cine arte, sin embargo, la idea no prosperó, y luego de intentar venderse sin éxito, cerró finalmente el 2003.
El último proyectista del cine, Alfonso Olivares, dijo que la primera cinta que allí se exhibió fue Europa de noche. El último espectáculo que probablemente se presentó, fue un festival de cine llamado Cine Adicción.